# Nu Shan
Nu Shan är en bergskedja i Kina. Den ligger i den sydvästra delen av landet, 2 200 km sydväst om huvudstaden Peking.